# シロテン

シロテン。縦組みでの字形の例示。横組みで用いられるかどうかは明らかではない。灰色の枠は字取りを示す。

シロテンは、日本語の句読点のひとつ。出典によりゴマ白点:55、白ゴマ点、批点、白抜き点:17、半点という表記も見られる。読点と句点の中間の半終止符に相当する約物として1946年に日本の文部省が提案したが、実用された例は多くない。
字形は読点と同じく、涙滴状で縦組みの際に全角取りの右上隅に置かれるが、句点と同じく白抜きとなる。
『句読点活用辞典:49』では『文章は終わっても、次の文に文意が続く場合に打つ』とあり、英文でのセミコロンのように使われた。現代日本語の正書法では、句読の記号には「。」と「、」のように2種の約物が用いられ、句読の記号としてそれ以上の数の約物が用いられることはほとんどない（詳細は句読点を参照）。

## 提案

読点（テン）。縦組み。

句点（マル）。同じく。

山田美妙 (1868-1910) は日本語の表記法についてさまざまな実験と提案を行い、言文一致体の成立に大きな役割をはたした。彼は『日本大辞典』（1892-1893年刊）で、読点「、」と句点「。」に加え、それらの中間の約物としてシロテンを用いている:55。
1946年、文部省は、省が発行する文書の表記法のガイドラインとして、『くぎり符号の使ひ方〔句読法〕(案)』など4篇の文書を出版した。これは他官庁や一般社会での用字の参考となることも想定していた。『くぎり符号の使ひ方』では、読点（「テン」）は原則として文の中止に用い、直前が終止形であっても文意が続く場合にはテンを用いるとした。しかし、後の場合については「ほかのテンとのつり合ひ上」句点（「マル」）を用いる場合もあるとし、「この項のテンは、言はゞ、半終止符ともいふべきものであるから、将来、特別の符号（例へば「〈シロテン〉」のごときもの）が広く行はれるやうになることは望ましい。」とした:63。

## 用例
北村透谷は『明治21年4月の旅行記概略』で初めてシロテンを使用しているが、やがて使わなくなった。二葉亭四迷も『浮雲』:55および『めぐりあひ』:19においてシロテンを用いている。
日本語以外の言語では3種以上の句読の記号をもつ場合があるので、日本語への翻訳の際にこれらを正確に区別するためにシロテンを使うことがあった:173-174。
文部省が『くぎり符号の使ひ方〔句読法〕(案)』を出版した時点では、縦組み（縦書き）の例のみ示していたが、現在、文化庁が公開している『くぎり符号の使ひ方〔句読法〕(案)』では、印刷の便宜上、横組み（横書き）での用例となっている。

## 衰退
中途半端な文の「切れ」を必要としない日本語においては、結局定着しなかった:33。